# Hart (Gemeinde Liebenfels)
Hart ist eine Ortschaft in der Gemeinde Liebenfels im Bezirk Sankt Veit an der Glan in Kärnten (Österreich). Die Ortschaft hat 28 Einwohner (Stand 1. Jänner 2024). Sie liegt überwiegend auf dem Gebiet der Katastralgemeinde Pflausach, ein Haus liegt auf dem Gebiet der Katastralgemeinde Sörgerberg.

## Lage, Hofnamen
Die Ortschaft liegt im Südwesten des Bezirks Sankt Veit an der Glan, westlich von Sörg, im Tal des Harter Bachs in den Wimitzer Bergen. Zur Ortschaft gehören die Häuser rund um die Filialkirche hll. Peter und Paul (darunter: Kirschnerkeusche, Nr. 2; Wirth, Nr. 8), der südlich davon auf halbem Weg zur Burgruine Gradenegg gelegene Hof Fercher (Nr. 1), und – als einziges Haus der Ortschaft, das auf dem Gebiet der Katastralgemeinde Sörgerberg liegt – der östlich vom Ortszentrum an der Straße nach Sörg befindliche Hof Eberhart (früher Saustaller, Nr. 6).

## Geschichte
Der Ort wird 1285 als Harde erwähnt.
Der Ort gehörte in der ersten Hälfte des 19. Jahrhunderts zum Steuerbezirk Gradenegg. Bei Bildung der Ortsgemeinden im Zuge der Reformen nach der Revolution 1848/49 kam der Ort zunächst zur Gemeinde Glantschach und 1875 zur Gemeinde Sörg. Seit der Fusion der Gemeinden Sörg und Liebenfels 1973 gehört Hart zur Gemeinde Liebenfels.
Seit 1967 wird der Ort durch eine Autobuslinie von Sankt Veit an der Glan aus angefahren.

## Bevölkerungsentwicklung
Für die Ortschaft zählte man folgende Einwohnerzahlen:
- 1869: 6 Häuser, 34 Einwohner[3]
- 1880: 5 Häuser, 40 Einwohner[4]
- 1890: 5 Häuser, 50 Einwohner[5]
- 1900: 8 Häuser, 64 Einwohner[6]
- 1910: 8 Häuser, 43 Einwohner[7]
- 1923: 6 Häuser, 40 Einwohner[8]
- 1934: 50 Einwohner[9]
- 1961: 9 Häuser, 51 Einwohner[10]
- 2001: 14 Gebäude (davon 11 mit Hauptwohnsitz) mit 14 Wohnungen und 12 Haushalten; 40 Einwohner und 1 Nebenwohnsitzfälle; 12 Haushalte; 1 Arbeitsstätte, 9 land- und forstwirtschaftliche Betriebe[11]
- 2011: 14 Gebäude, 30 Einwohner, 13 Haushalte, 1 Arbeitsstätte[12]
- 2021: 14 Gebäude, 29 Einwohner, 13 Haushalte, 2 Arbeitsstätten[13]

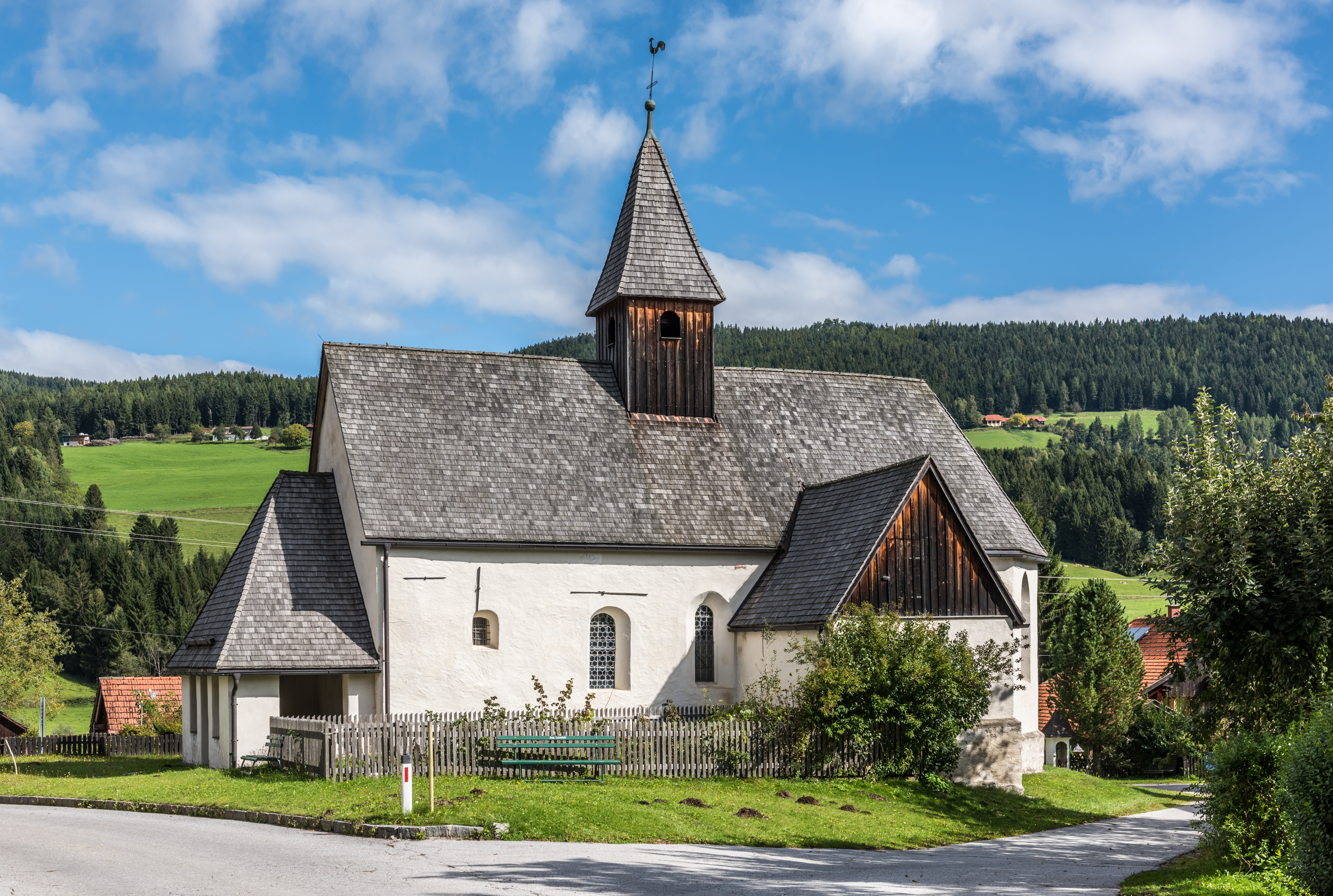
Kirche St. Peter und Paul, Hart
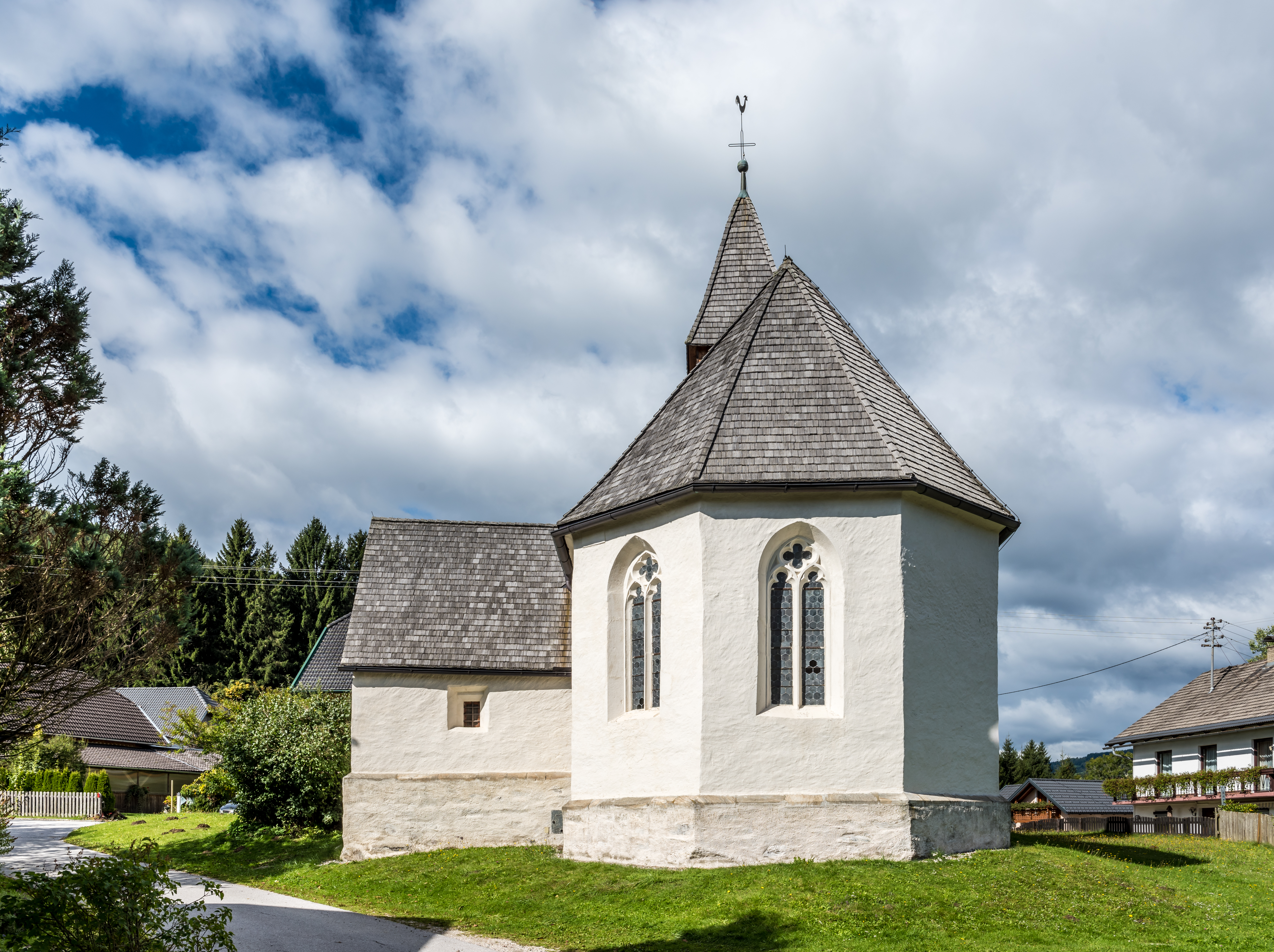
Kirche St. Peter und Paul, Hart
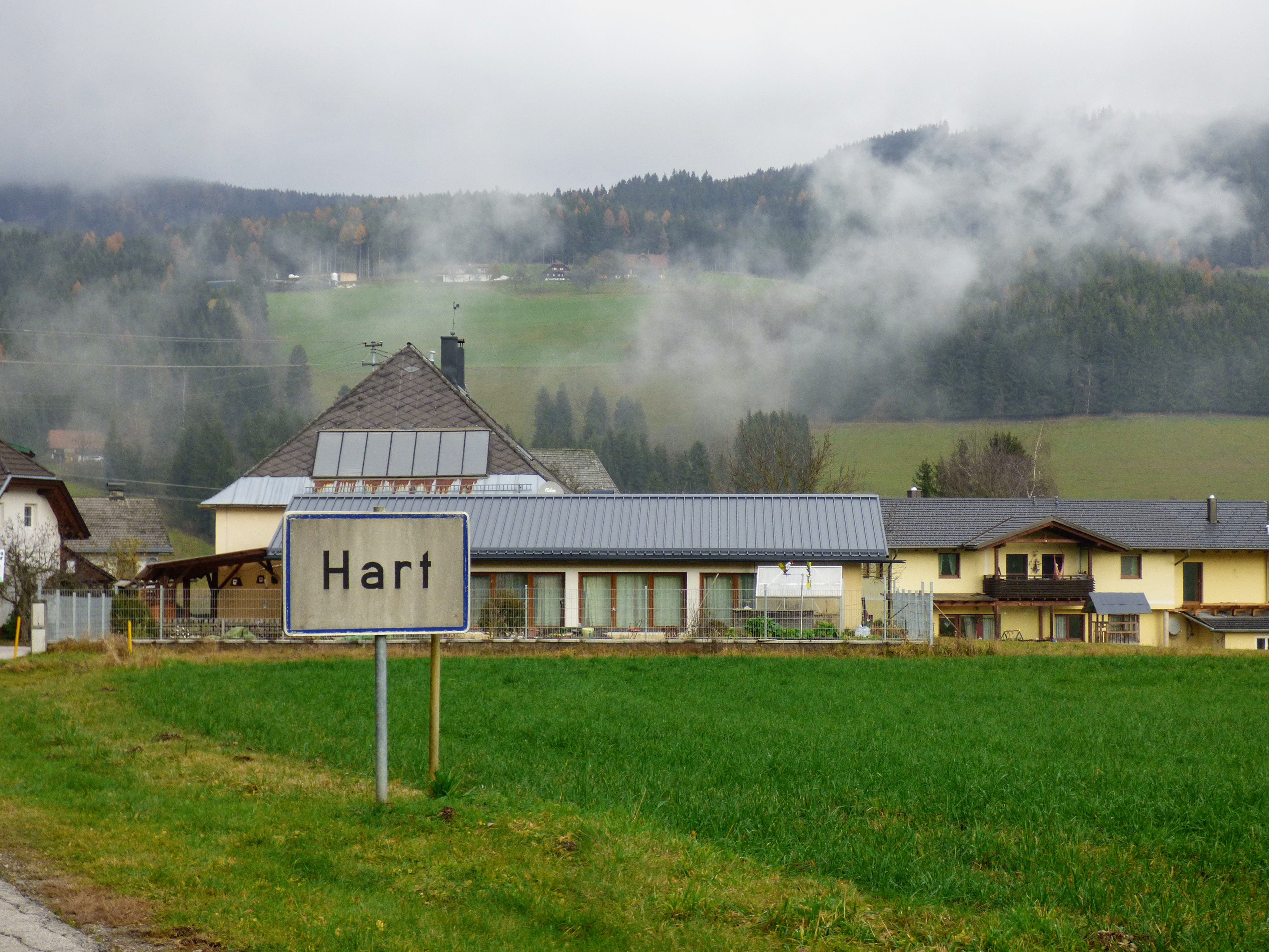
Südliche Ortseinfahrt Hart. Haus Nr. 3 und 8
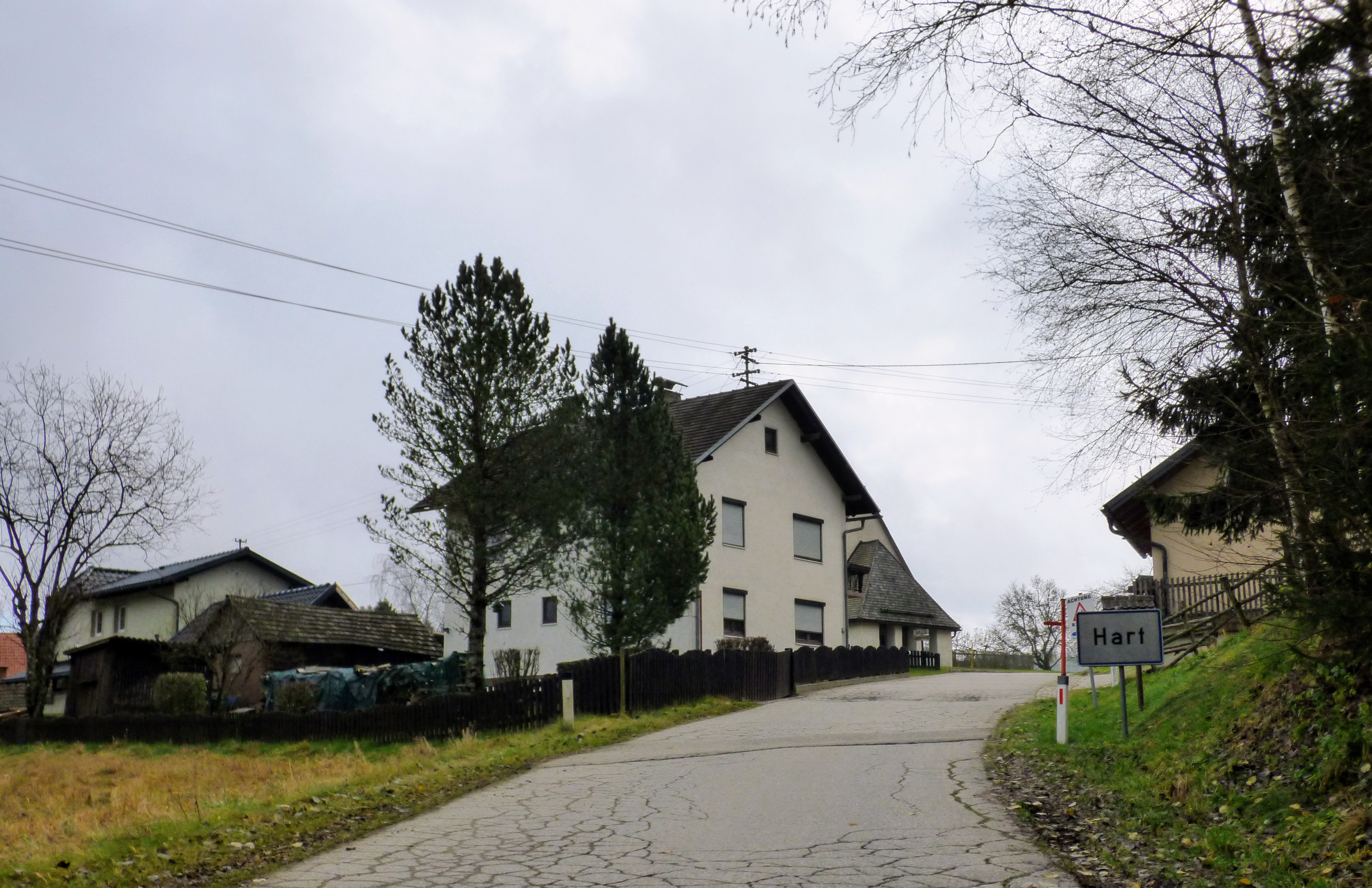
Nördliche Ortseinfahrt Hart. von links Haus Nr. 5, 11 (dahinter Kirche) und 9
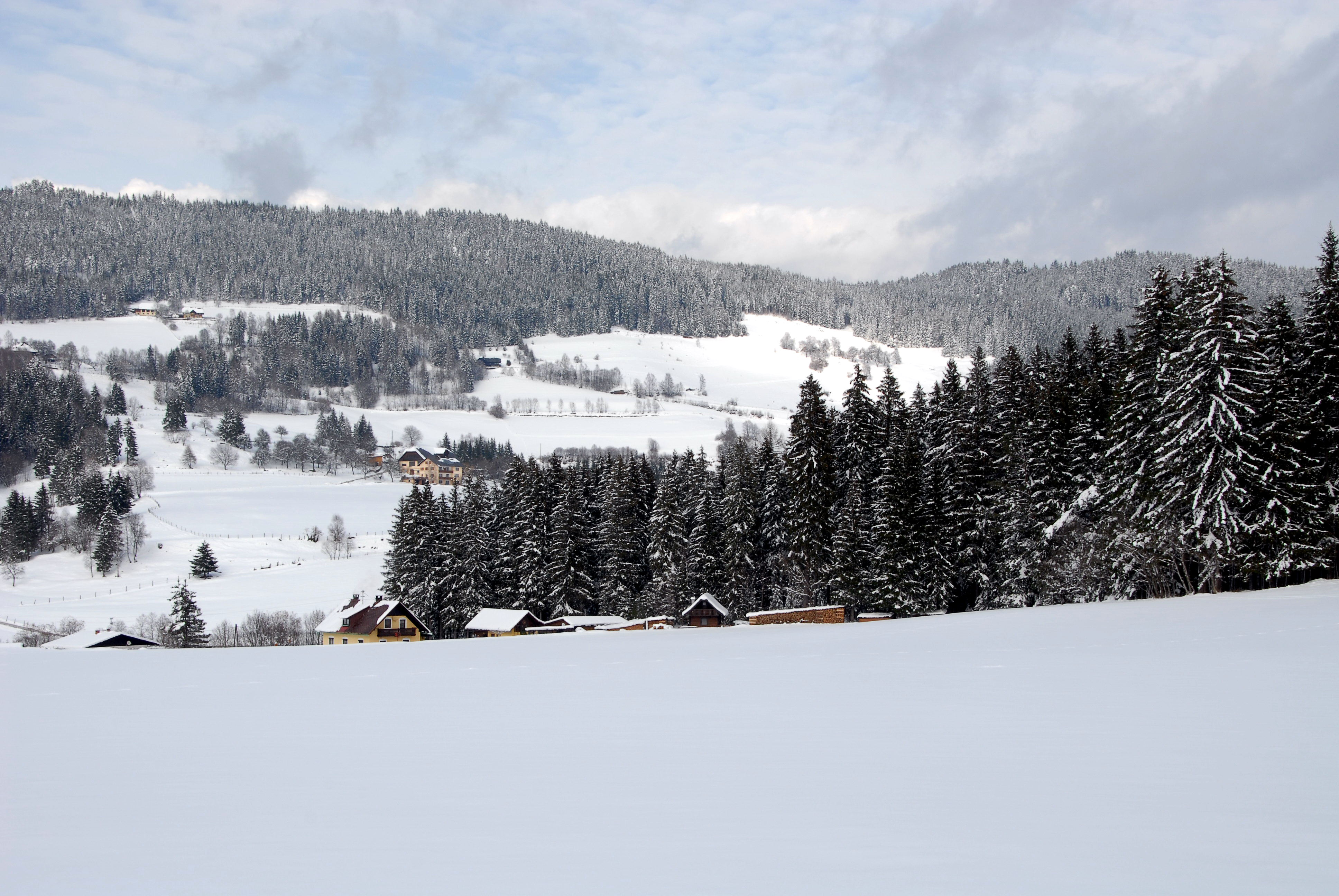
Unten die Häuser Hart Nr. 12 und Nr. 14